# Valeriana pricnophylla
Valeriana pricnophylla là một loài thực vật có hoa trong họ Kim ngân. Loài này được Standl. miêu tả khoa học đầu tiên..